# Jaroslav Červený
Jaroslav Červený (6. ledna 1895 Praha – 4. května 1950) byl český fotbalista, záložník, československý reprezentant.

## Sportovní kariéra
Za československou reprezentaci odehrál v letech 1923–1925 sedm utkání. Byl členem takzvané železné Sparty, tedy slavného mužstva pražské Sparty z první poloviny 20. let 20. století. Za Spartu sehrál 380 zápasů a stal se s ní mistrem Československa roku 1926, dvakrát českým mistrem – vítězem mistrovství Českého svazu fotbalového v roce 1919 a 1922 a několikráte středočeským mistrem (vítězem tzv. Středočeské 1. třídy, obvykle nazývané Středočeská liga) – přičemž v letech 1921 a 1923 šlo o nejvyšší a nejprestižnější soutěž v zemi. Byl univerzálním hráčem, nejčastěji hrál v záloze s Káďou a Kolenatým. Ke konci své kariéry odešel do USA, kde hrál za chicagskou Spartu.

## Ligová bilance
| Ročník                                     | Zápasy | Góly | Klub            |
| ------------------------------------------ | ------ | ---- | --------------- |
| Mistrovství Českého svazu fotbalového 1919 | –      | –    | AC Sparta Praha |
| Mistrovství Českého svazu fotbalového 1922 | 12     | 7    | AC Sparta Praha |
| Asociační liga 1925                        | 6      | 0    | AC Sparta Praha |
| Středočeská 1. liga 1925/26                | 22     | 3    | AC Sparta Praha |
| CELKEM                                     | –      | –    |                 |